# 李长春
李长春（1944年2月1日—），辽宁大连人，中国共产党和中华人民共和国政治人物，原正国级领导人，16屆至17届中共中央政治局常委，2002年至2013年任中央精神文明建设指导委员会主任，主管意识形态工作。

## 生平
李长春于1961年进入哈尔滨工业大学电机工程系工业企业自动化专业学习。1965年9月加入中国共产党。1966年毕业。同年9月参加工作。1966－1968年，留校待分配。

### 辽宁省
1968年至1975年任辽宁省沈阳市开关厂技术员。1975年至1980年任辽宁省沈阳市电器工业公司革委会副主任、党委常委，沈阳市电器控制设备工业公司副经理、经理、党委副书记。1980年任辽宁省沈阳市机电工业局副局长、党委副书记。
1981年任辽宁省沈阳市委副秘书长。1982年任辽宁省沈阳市副市长兼市经委主任。1983年4月出任中共沈阳市委书记，沈阳市人民政府市长。1985年6月任中共辽宁省委副书记兼沈阳市委书记。1986年7月出任中共辽宁省委副书记，辽宁省人民政府代省长。1987年3月任省长。

### 河南省
1990年7月起任中共河南省委副书记，河南省人民政府代省长、省长。
1992年12月任中共河南省委书记，1993年4月兼河南省人大常委会主任。

### 進入政治局、調任廣東省委書記
李长春在1997年中共十五届一中全会后成为中共中央政治局委员，进入党和国家领导人行列，时年53岁的李长春也是十五届中央政治局成员中的最年轻一人。
1998年3月從河南調任中共广东省委书记，成为自1985年以来首位非广东籍的中共广东省委书记。任内参与应对了亚洲金融风暴，并在时任广东省常务副省长王岐山的协助下处理了广信、粤海等国有企业资不抵债的事件。同时李长春在广东执政期间压制和清洗了在改革开放之后长期掌控广东政坛的叶剑英家族的势力，加强了中央政府对广东省的控制。由于李长春在广东出色的政绩，时任中共中央总书记江泽民一度考虑将李长春选为时任国务院总理朱镕基的接班人，但朱镕基并不希望李长春作为其接班人，并借由2000年汕头地区的走私案件来阻止李长春接任总理。最终朱镕基更加青睐的接班人温家宝在这场竞争中胜出，于2003年3月成功接任国务院总理。

### 进入中央
2002年11月15日，58岁的李长春在中共十六届一中全会上当选中共中央政治局常委（排名第八），进入最高领导层，并接替丁关根出任中央精神文明建设指导委员会主任，主管意识形态和文宣工作。
2007年10月22日，李长春在中共十七届一中全会上连任中共中央政治局常委和中央文明委主任，党内排名由第八上升为第五。

### 退休
2012年11月15日，68岁的李长春在中共十八届一中全会后卸任中共中央政治局常委，并在2013年1月18日卸任中央精神文明建设指导委员会主任后退休，其中共中央精神文明建设指导委员会主任职务由新当选的中共中央政治局常委刘云山接任。

## 爭議

### 谷歌退出事件
維基解密網站引述美国外交密电指，搜尋引擎谷歌搜索遭黑客入侵而退出中國的事件，是由李長春和周永康一手主導的。密电说李本人在Google输入自己的名字进行搜索时，发现一些「批评他的搜索链接」以及其子女的资料，令他非常震惊，也鉴于当时Google国际版网站（Google.com）不受审查，还同时支持中文搜索，遂决意加强打压其中国业务，包括下令国营电信公司（中国电信、中国联通和中国移动）停止与Google的业务往来，希望制止Google让过滤版网站Google.cn链接到其“非法的”国际版网站。密电也引述一名政治局官员的亲戚，声称李长春曾“命令”攻击Google在美国的服务器。不过当《纽约时报》对此进行查证时发现，当时向美国披露消息的“官员亲戚”指，中宣部部长刘云山才是负责协调向Google施压的人。李长春与周永康曾在数次事件中，下达过批准指示，但没有直接资料显示两人是否涉及黑客入侵Gmail的案件。
根據維基解密2011年8月30日公佈一份美國駐北京大使館2009年5月18日發往華府電報，谷歌中國總裁李開復在電話中討論了中國政府施加的壓力，要求審查谷歌中文網。李開復斷言，問題的根源是中共中央政治局常委李長春。谷歌領導層明確拒絕並「禮貌」告訴中國政府，李開復說，和他們對話的中方人員當時明顯不高興，說他們會把此消息報告給李長春。

### 导致艾滋病疫情爆发
孔慶仁认为李主政河南期间发生艾滋病疫情泛滥的情况，是李长春主政河南时期号召卖血浆造成的，当时政府的口号是：“要想奔小康，赶紧卖血浆”，这一政策被认为李长春应与当时的卫生厅长刘全喜一同担当主要责任。原卫生部所长、中国健康教育协会副会长陈秉中教授亦为此发表公开信（导致刊登公开信的网站被北京当局关闭）。河南省的血漿經濟黑幕正陸續揭開。《多維月刊》称，一直以來，李長春一直被河南省紀委四名委員控告。但一直不被司法追究。

## 负面评价
杨家岱认为李长春思想僵化，不够开明开放。导致媒体报導上政治意识的收紧。

## 讲话和报告
- 《在全国纪念毛泽东同志诞辰110周年学术研讨会开幕式上的讲话》（2003年12月25日）
- 《在纪念五四运动90周年大会上的讲话》（2009年5月4日）
- 《在纪念光明日报创刊60周年座谈会上的讲话》（2009年6月26日）
- 《在纪念抗战胜利65周年座谈会上的讲话》(2010年9月4日)
- 《在纪念中国共产党成立90周年理论研讨会上的讲话》（2011年7月2日）

## 著作
- 《文化强国之路》(上下册)2013-12 人民出版社出版。选编了李长春2002年12月至2013年5月期间关于文化改革发展的重要讲话、谈话、文章、批示共91篇，照片69幅。
- 《辽沈大地改革潮》(上下册)2014-12 人民出版社。选编了李长春1982年12月至1990年7月，在辽宁工作期间的讲话、谈话、文章、批示、书信等共124篇，图片178张。
- 《南粤大地创新篇》(上下册)2017-09 人民出版社。收录了李长春同志1998年3月至2002年11月在广东工作时的讲话、谈话、文章、报告、批示、书信等文稿169篇、图片229张，

## 家庭

### 妻子
- 张淑荣，高级工程师。[8]

### 子女
- 李慧镝，长子，2012年任中国移动副总裁。李慧镝1990年获哈尔滨工业大学无线电系电子工程专业学士学位；1996年获美国纽约理工大学（现纽约大学理工学院）电气工程硕士学位；2008年获得香港理工大学管理学博士学位。李慧镝曾担任联想手机的副总裁、UT斯达康副总裁。2008年7月，调中国移动集团公司任总裁助理。
- 李彤，长女，中銀國際執行總裁。
- 李素敏，次女。

## 著作
卸任后的首部著作《文化强国之路——文化体制改革的探索与实践》于2013年12月9日在北京由人民出版社首发，选编了李长春2002年12月至2013年5月期间关于文化改革发展的重要讲话、谈话、文章、批示共91篇，照片69幅。
2014年12月，人民出版社印行了李長春著的《遼沈大地改革潮》一書（两卷本），具體記述在遼寧省任省委書記時的一系列決策與黨政工作。
笔名永春，曾在大河报发表《观猴有感》一文。